# Der geheimnisvolle Wanderer
Der geheimnisvolle Wanderer ist ein mystisches, deutsches Stummfilmdrama aus dem Jahr 1915 von William Wauer mit Theodor Loos in der Titelrolle.

## Handlung
Graf Agaston kehrt nach längerer Abwesenheit auf sein Schloss zurück und wurde freudig von seiner Gattin Magdalena begrüßt. Während seiner Absenz zeigte sich der junge Gärtner Johannes in seinem Bestreben, die Gunst der Gräfin zu erlangen, als besonders hartnäckig, um nicht zu sagen aufdringlich. Als sich das Grafenpaar auf Falkner-Jagd befindet, ist ihr kleiner Sohn Roberto für einen Moment unbeobachtet. Er tollt in der Gegend herum und fällt dabei in einen nahe gelegenen See. Ein geheimnisvoller Wanderer, der seit geraumer Zeit die Gegend durchstreift und Liebe und Barmherzigkeit predigt, ist im rechten Moment zur Stelle und rettet den Kleinen vor dem Ertrinkungstod. Als die Eltern heimkehren, überreicht er ihnen den Sohn. Der Graf erklärt, dass er sich tief in dessen Schuld befände und der Wanderer sich wünschen möge, was immer er wolle. Doch dieser gibt sich bescheiden und verlangt nach nichts anderem als Obdach für die kommende Nacht. Dann geht er in die Schlosskapelle, um zu beten und innere Einkehr zu halten.
Die Bescheidenheit und sein In-sich-ruhen strahlt einen enormen Eindrucks auf Gräfin Magdalena aus, dass sie aus einer Mischung aus Dankbarkeit und Bewunderung zu seinen Füßen stürzt und seine Hände mit Küssen übersät. Er segnet die Frau und verlässt die Kapelle. Magdalena ist in ihrem Verlangen nach dem, wie sie findet, „Heiligen“, derart fanatisiert, dass sie nun ihren eigenen Gatten abweist, als dieser sich ihr im Schlafgemach nähern will. Magdalena startet vielmehr einen zweiten Versuch beim Fremden und wirft sich ihm erneut vor die Füße. Diesmal wird sie dabei von dem abgewiesenen Gärtnerburschen Johannes belauscht, der sofort zum Grafen läuft, um ihm brühwarm die Vorgänge unter die Nase zu reiben. Der Graf kocht vor Eifersucht und spurtet zum Zimmer des Gastes, um den mutmaßlichen Nebenbuhler zu erstechen. Magdalena kann den ersten Anschlag verhindern, doch als der Fremde sich mit dem Rücken dem Grafen zuwendet, stößt dieser mit einem Messer zu. Der bricht daraufhin lautlos zusammen.
Von seinem eigenen Tun entsetzt, befiehlt der Graf Johannes, den blutenden Leichnam des von ihm Ermordeten im See zu versenken. Den blutbefleckten Mantel bewahrt der Gärtner jedoch in seiner Kammer auf. Der Graf beteuert gegenüber seiner Frau, dass er dies nicht gewollt habe und versucht, die Blutflecken auf den Stufen wegzuwaschen. Doch die Flecken lassen sich, so sehr er auch schrubbt, einfach nicht entfernen. Magdalena holt einen Teppich und legt ihn über die Flecken. Während Johannes nunmehr dank seines Wissens und des Beweismittels den Grafen in seiner Hand hat, wird das gräfliche Ehepaar von immer stärkeren Schuldgefühlen geplagt. Doch alle Schuld rächt sich auf Erden: Roberto fällt gerade über den von seiner Mutter ausgelegten Teppich und bricht sich dabei das Genick. Von Verlustschmerz zerrissen, planen die Eltern nunmehr, ihrem irdischen Dasein eine Ende zu bereiten und sich im See zu ertränken. 
Da nähert sich plötzlich vom Ufer her ihr Kind im weißen Totenhemdchen, den Wanderer als sein Geleit an seiner Hand. Der Graf und die Gräfin strecken ungläubig ihre Hände aus, um den „wiederauferstandenen“ Sohn in Empfang zu nehmen. Während sie ihr Kind fest in den Armen halten, verschwindet die Figur des geheimnisvollen Wanderers wie eine Nebelschwade. Wieder zurück im Schloss, stellt sich ihnen auf der Stiege Johannes drohend entgegen und präsentiert ihnen als Beweis für sein Erpressungspotential den von ihm aufbewahrten, blutbefleckten Mantel. Doch hinter ihm taucht erneut die Lichtgestalt des Wanderers auf und zieht den Teppich vom Blutfleck fort. Und siehe da: der Fleck ist wie von Geisterhand verschwunden. Dann entschwindet der Wanderer vor den Augen des von ihm erlösten Elternpaar für immer.

## Produktionsnotizen
Der geheimnisvolle Wanderer entstand unter dem Arbeitstitel Der unheimliche Fremde im Juli 1915 Union-Atelier in Berlin-Tempelhof und in Hildesheim (Außenaufnahmen). Weder ist das Datum seiner Zensurierung noch das der Uraufführung bekannt. Eine Besprechung in der österreichischen Fachzeitschrift Kinematographische Rundschau im November 1915 legt nahe, dass der Film gegen Jahresende 1915 erstmals gezeigt wurde. Die Filmlänge des Dreiakters betrug etwa 1150 Meter.
Der geheimnisvolle Wanderer war einer der ersten deutschen Filme mit teilweise echten Nachtaufnahmen (so genannter Fackel-Effekt).

## Kritik
„Ein Film von dramatischer Kraft und malerischer Schönheit. Die mysteriöse Handlung, die in der romantischen Zeit des Rittertums spielt, mutet einem ganz eigen weihevoll an. Besonders ergreifend … ist der dritte Akt, in welchem die schuldbeladenen Eltern durch das Erscheinen ihres totgeglaubten Kindes, das der geheimnisvolle Wanderer in nimmermüdem Erbarmen wieder zum Leben erweckt hat, Erlösung und Befreiung ihrer schweren Gewissensqualen finden. Die Art und Weise wie dies alles inszeniert ist, zeigt von tiefem Verständnis des Regisseurs Wauer, der hier meisterhaft den innersten Kern der Handlung erfaßt hat. (…) Die Szene, da der Wanderer auf dem Wasser gehend das Kind den Eltern zuführt, und die Szene in der Schloßkapelle dürften wohl zu den schönsten gezählt werden, die die Kinoindustrie bisher zuwege gebracht hat.“